# Effets du changement climatique sur les océans

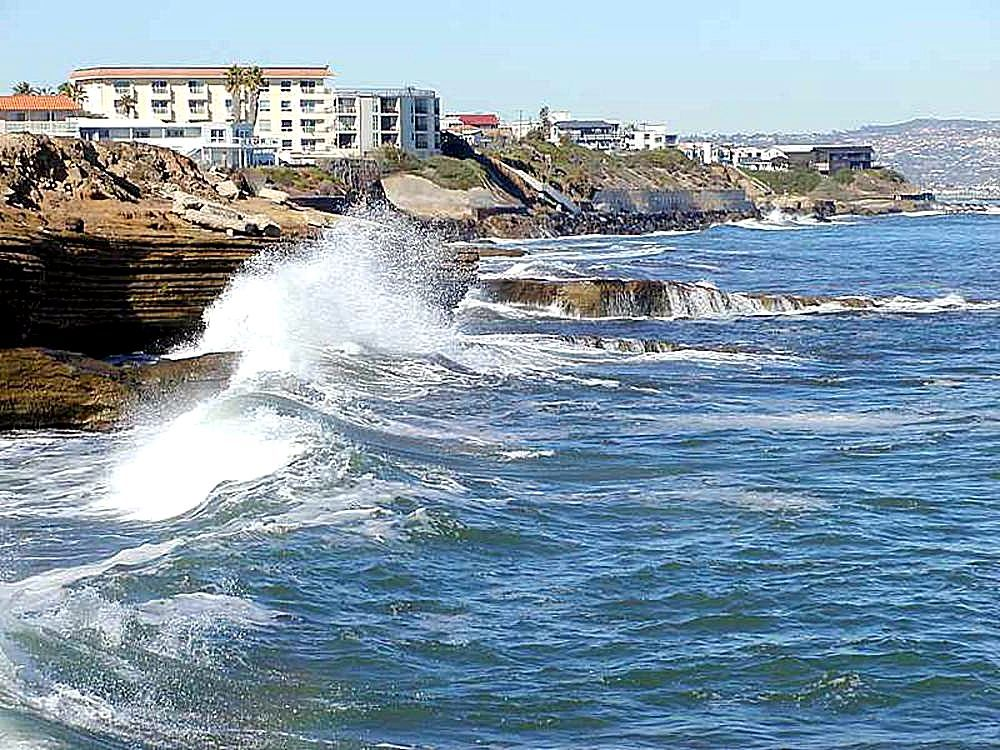
Vagues sur une côte océanique.

Carte animée des océans du monde. Plan d'eau continu encerclant la Terre, l'océan mondial est divisé en un certain nombre de zones principales avec un échange relativement libre entre elles. Cinq divisions océaniques sont généralement comptées : le Pacifique, l'Atlantique, l'Indien, l'Arctique et l'Antarctique ; les deux derniers étant parfois regroupés dans les trois premiers.

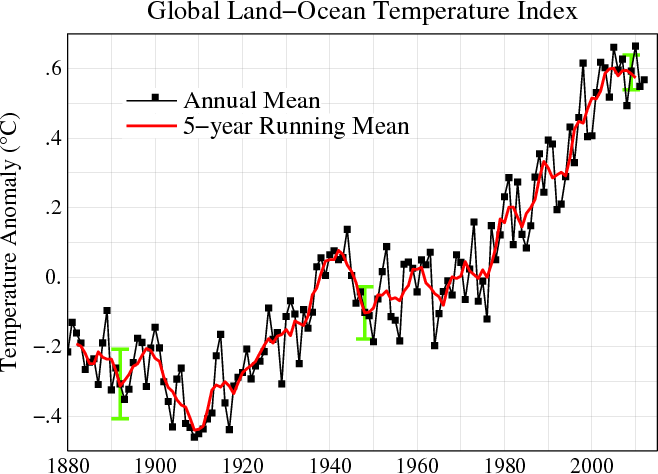
Variation moyenne mondiale de la température terre-océan de 1880 à 2011, par rapport à la moyenne de 1951 à 1980. La ligne noire correspond à la moyenne annuelle et la ligne rouge à la moyenne mobile sur 5 ans. Les barres vertes montrent des estimations d'incertitude. Source : NASA GISS.

La répartition du réchauffement climatique par partie du système climatique.

Les effets du réchauffement climatique sur les océans fournissent des informations sur les différents effets du réchauffement climatique sur les océans. Le réchauffement climatique peut affecter le niveau de la mer, les côtes, l'acidification des océans, les courants océaniques, l'eau de mer, les températures de surface de la mer, les marées, le fond marin, les conditions météorologiques et déclencher plusieurs changements dans la bio-géochimie des océans ; tous ces éléments affectent le fonctionnement d'une société.

## Eustatisme

### Facteurs de l'élévation du niveau de la mer
Un certain nombre de facteurs affectent l'élévation du niveau de la mer, tels que l'expansion thermique de l'eau de mer, la fonte des glaciers et des calottes glaciaires, et peut-être les perturbations humaines sur les eaux souterraines. Le consensus de nombreuses études sur les relevés des marégraphes côtiers est qu'au cours du siècle dernier, le niveau de la mer a augmenté dans le monde entier d'une moyenne de 1 à 2 mm/an, reflétant un flux net de chaleur à la surface des terres et des océans.

#### L'expansion thermique
Des études correspondantes fondées sur l'altimétrie par satellite montrent que ce taux a augmenté de plus de 3 mm/an au cours des 20 dernières années qui ont fait l'objet d'un suivi plus complet. Une récente revue de la littérature suggère que 30% de l'élévation du niveau de la mer depuis 1993 est du à l'expansion thermique et 55% à la fonte des glaces continentales, toutes deux résultant du réchauffement des températures mondiales. Dans une autre étude, des résultats estiment que le contenu thermique de l'océan dans les 700 mètres supérieurs a augmenté de manière significative entre 1955 et 2010. Il convient de rappeler que dans ce contexte, l'utilisation du mot « chaleur » est extrêmement impropre, car la chaleur ne peut pas être stockée dans un corps mais seulement échangée entre les corps. Les observations des changements du « contenu calorifique » de l'océan sont importantes pour fournir des estimations réalistes sur l'évolution de l'océan avec le réchauffement climatique. Une étude encore plus récente de contributions au niveau mondial sur la mer, s'appuyant sur des mesures par satellite des fluctuations de la gravité, suggère que la fonte des deux grandes calottes glacières à elle seule augmente le niveau mondial de la mer d'environ 1 mm/an. Dans une étude de modélisation récente, des scientifiques ont utilisé un modèle du système terrestre pour étudier plusieurs variables de l'océan, dont l'une était le « contenu calorifique » des océans au cours des derniers siècles. Le modèle du système terrestre a incorporé l'atmosphère, les processus de surface terrestre et d'autres composants terrestres pour le rendre plus réaliste et similaire aux observations. Les résultats de leur simulation de modèle ont montré que depuis 1500, le « contenu calorifique » océanique des 500 mètres supérieurs a augmenté.
Le lien entre l'élévation du niveau de la mer et l'expansion thermique des océans découle de la loi de Charles (également connue sous le nom de loi des volumes), qui dit simplement que le volume d'une masse donnée est proportionnel à sa température. Cette contribution au niveau de la mer est surveillée par les océanographes à l'aide d'une succession d'instruments de mesure de la température, qui sont ensuite compilés dans des centres de données nationaux tels que le National Oceanographic Data Center des États-Unis. Le cinquième rapport d'évaluation du Groupe d'experts international sur l'évolution du climat (GIEC) estime que les couches superficielles de l'océan (de la surface jusqu'à 750 m de profondeur) se sont réchauffées de 0,09 à 0,13 °C par décennie au cours des 40 dernières années. Parmi les autres processus importants qui influencent le niveau mondial de la mer, citons les perturbations du stockage des eaux souterraines, notamment par les barrages et réservoirs.

#### Fonte des glaces
Le réchauffement climatique a également un énorme impact sur la fonte des glaciers et des calottes glaciaires. Des températures mondiales plus élevées font fondre des glaciers comme celui du Groenland qui se jettent dans les océans, augmentant ainsi la quantité d'eau de mer. Une élévation importante (de l'ordre de plusieurs pieds) du niveau mondial de la mer représente de nombreuses menaces. Selon l'Environmental Protection Agency (EPA) des États-Unis, « une telle augmentation inonderait les zones humides côtières et les terres basses, éroderait les plages, augmenterait le risque d'inondations et augmenterait la salinité des estuaires, des aquifères et des zones humides ».
À la montée mondiale du niveau de la mer se superpose une forte variabilité régionale et décennale qui peut entraîner une baisse du niveau de la mer le long d'un littoral particulier (par exemple le long de la côte est du Canada) ou une augmentation plus rapide que la moyenne mondiale. Les régions qui ont montré une élévation rapide du niveau de la mer au cours des deux dernières décennies comprennent le Pacifique tropical occidental et la côte nord-est des États-Unis. Ces variations régionales du niveau de la mer sont le résultat de nombreux facteurs, tels que les taux de sédimentation locaux, la géomorphologie, le rebond post-glaciaire et l'érosion côtière. Les grandes tempêtes, comme l'ouragan Sandy dans l'Atlantique Est, peuvent considérablement modifier les côtes et affecter également l'élévation du niveau de la mer.

### Société

#### Impact sur les côtes
Les régions côtières seraient les plus touchées par l'élévation du niveau de la mer. Le long des côtes continentales, en particulier en Amérique du Nord, elle est beaucoup plus importante que la moyenne mondiale. Selon les estimations de 2007 du Panel international sur le changement climatique (GIEC), « le niveau moyen mondial de la mer augmentera entre 0,18 et 0,59 mètre au cours du siècle prochain. Le long des côtes médio-atlantiques et du golfe des États-Unis, cependant, il a augmenté au cours du siècle dernier de 12 à 15 cm de plus que la moyenne mondiale. Cela est dû à la disparition des terres côtières. Le niveau de la mer le long de la côte américaine du Pacifique a également augmenté plus que la moyenne mondiale, mais moins que le long de la côte atlantique. Cela peut s'expliquer par les marges continentales variables le long des deux côtes ; la marge continentale de type atlantique se caractérise par un large plateau continental en pente douce, tandis que la marge continentale de type pacifique comprend un plateau étroit et une pente descendant dans une tranchée profonde. Étant donné que les régions côtières à faible pente devraient reculer plus rapidement que les régions à pente plus élevée, la côte atlantique est plus vulnérable à l'élévation du niveau de la mer que la côte Pacifique.
L'élévation du niveau de la mer le long des régions côtières a des implications pour un large éventail d'habitats et d'habitants. Premièrement, l'élévation du niveau de la mer aura un impact sérieux sur les plages. Les propriétés en bord de mer sont idéales du fait d'un climat plus tempéré et d'un paysage agréable, mais elles sont menacées par l'érosion des terres et l'élévation du niveau de la mer. Depuis que la menace posée par l'élévation du niveau de la mer est devenue plus importante, les propriétaires fonciers et les autorités locales ont pris des mesures pour se préparer au pire. Par exemple, « le Maine a promulgué une politique déclarant que les bâtiments en bord de mer devront être déplacés pour permettre aux plages et aux zones humides de migrer à l'intérieur des terres vers des terrains plus élevés ». De plus, de nombreux États côtiers ajoutent du sable à leurs plages pour compenser l'érosion des côtes, et de nombreux propriétaires ont élevé leurs structures dans les zones basses. À la suite de l'érosion et de la ruine des propriétés par de grandes tempêtes sur les terres côtières, les gouvernements ont envisagé d'acheter des terres et de faire déménager les résidents plus à l'intérieur des terres. Les mers absorbent désormais une grande partie du dioxyde de carbone généré par l'homme, ce qui affecte ensuite les changements de température. Les océans stockent 93% de cette énergie, ce qui contribue à maintenir la planète vivable en modérant les températures.

#### Menaces sur les zones humides
Les zones humides sont également menacées par l'élévation du niveau de la mer, elles qui « se trouvent le long des marges des estuaires et d'autres zones côtières qui sont protégées du large et comprennent des marécages, des vasières, des marais côtiers et des bayous ». Elles se trouvent à plusieurs pieds du niveau de la mer, la menace est donc grave, car ce sont des écosystèmes très productifs et elles ont un impact énorme sur l'économie des zones environnantes. Aux États-Unis, les zones humides disparaissent rapidement en raison d'une augmentation du logement, de l'industrie et de l'agriculture, et l'élévation du niveau de la mer contribue à cette tendance dangereuse. À cause de l'élévation du niveau de la mer, les limites extérieures des zones humides ont tendance à s'éroder, formant de nouvelles zones humides plus à l'intérieur des terres. Selon l'EPA, « la quantité de zones humides nouvellement créées pourrait toutefois être beaucoup plus petite que la zone perdue de zones humides - en particulier dans les zones développées protégées par des cloisons, des digues et d'autres structures qui empêchent la formation de nouvelles zones humides à l'intérieur des terres ». Lors de l'estimation d'une élévation du niveau de la mer au cours du prochain siècle de 50 cm, les États-Unis perdraient de 38% à 61% de leurs zones humides côtières existantes.

#### Problème autour de l'approvisionnement en eau douce
Une élévation du niveau de la mer aura un impact négatif non seulement sur la propriété et l'économie côtières mais également sur notre approvisionnement en eau douce. Selon l'EPA, « l'élévation du niveau de la mer augmente la salinité des eaux de surface et des eaux souterraines par l'intrusion d'eau salée ». Les estuaires côtiers et les aquifères courent donc un risque élevé de devenir trop salins à cause de l'élévation du niveau de la mer. En ce qui concerne les estuaires, une augmentation de la salinité menacerait les animaux aquatiques et les plantes qui ne peuvent tolérer des niveaux élevés de salinité. Les aquifères servent souvent de principal approvisionnement en eau aux régions environnantes, comme l'aquifère de Biscayne en Floride, qui reçoit de l'eau douce des Everglades et fournit ensuite de l'eau aux Florida Keys. L'élévation du niveau de la mer submergerait les zones basses des Everglades et la salinité augmenterait considérablement dans certaines parties de l'aquifère. L'augmentation considérable du niveau de la mer et la diminution des quantités d'eau douce le long des côtes de l'Atlantique et du Golfe rendraient ces zones plutôt inhabitables. De nombreux économistes prédisent que le réchauffement climatique sera l'une des principales menaces économiques pour la côte ouest, en particulier en Californie. « Les zones côtières basses, comme le long de la côte du Golfe, sont particulièrement vulnérables à l'élévation du niveau de la mer et à des tempêtes plus violentes - et ces risques se reflètent dans la hausse des taux d'assurance et des primes. En Floride, par exemple, le prix moyen d'une police d'assurance habitation a augmenté de 77% entre 2001 et 2006 ».

### Problème mondial
Étant donné que l'élévation du niveau de la mer pose un problème urgent non seulement aux communautés côtières mais également à l'ensemble de la population mondiale, de nombreuses recherches scientifiques ont été menées pour analyser les causes et les conséquences d'une élévation du niveau de la mer. Le US Geological Survey a mené de telles recherches, traitant de la vulnérabilité des côtes à l'élévation du niveau de la mer et incorporant six variables physiques pour analyser les changements du niveau de la mer : la géomorphologie, la pente côtière (pourcentage), le taux d'élévation relative du niveau de la mer (mm/an), le taux d'érosion et d'accélération du littoral (m/an), l'amplitude moyenne des marées (m) et la hauteur moyenne des vagues (m). La recherche a été menée sur les différentes côtes des États-Unis, et les résultats sont très utiles comme référence future. Le long de la côte du Pacifique, les zones les plus vulnérables sont les plages basses et « leur sensibilité est principalement fonction de la géomorphologie et de la pente côtière ». En ce qui concerne les recherches effectuées le long de la côte atlantique, les zones les plus vulnérables à l'élévation du niveau de la mer se trouvaient le long de la côte médio-atlantique (du Maryland à la Caroline du Nord) et du nord de la Floride, car ce sont « généralement des côtes à haute énergie où les régions la pente côtière est faible et où le principal type de relief est une île barrière ». Pour la côte du Golfe, les zones les plus vulnérables se trouvent le long de la côte Louisiane-Texas. Selon les résultats, « les zones les plus vulnérables sont généralement les zones de plage et de marais plus basses ; leur sensibilité est principalement fonction de la géomorphologie, de la pente côtière et du taux d'élévation relative du niveau de la mer ».
De nombreux humanitaires et environnementalistes pensent que la politique doit s'impliquer davantage dans la réduction des émissions de CO2. Les humains ont une influence substantielle sur l'élévation du niveau de la mer parce que nous émettons des niveaux croissants de dioxyde de carbone dans l'atmosphère par l'utilisation de l'automobile et l'industrie. Ceci entraîne des températures globales plus élevées, puis une dilatation thermique de l'eau de mer et la fonte des glaciers et des calottes glaciaires.

## Courants océaniques
Les courants dans les océans du monde sont le résultat de températures variables associées aux latitudes changeantes de notre planète. Alors que l'atmosphère se réchauffe le plus près de l'équateur, l'air chaud à la surface de notre planète est chauffé, ce qui la fait monter et attirer de l'air plus frais pour prendre sa place, créant ce qu'on appelle des « cellules de circulation ». Ainsi, l'air est beaucoup plus froid près des pôles qu'à l'équateur.
Les vents associés à ces cellules de circulation entraînent des courants de surface qui poussent l'eau de surface vers les latitudes plus élevées où l'air est plus froid. Cela refroidit suffisamment l'eau jusqu'à ce qu'elle soit capable de dissoudre plus de gaz et de minéraux, ce qui la densifie par rapport aux eaux de latitude inférieure et donc la fait couler au fond de l'océan. Il s'agit des « eaux profondes de l'Atlantique Nord » (NADW) au nord et les « eaux de fond de l'Antarctique » (AABW) au sud. Poussés par ce naufrage et la remontée d'eau qui se produit dans les latitudes inférieures, ainsi que par la force motrice des vents sur les eaux de surface, les courants océaniques agissent pour faire circuler l'eau dans toute la mer. Lorsque le réchauffement climatique est ajouté à l'équation, des changements se produisent, en particulier dans les régions où se forment les eaux profondes. Avec le réchauffement des océans et la fonte ultérieure des glaciers et des calottes polaires, de plus en plus d'eau douce est libérée dans les régions de haute latitude où se forment les eaux profondes. Cette eau supplémentaire qui est jetée dans le mélange chimique dilue le contenu de l'eau provenant des latitudes inférieures, réduisant la densité de l'eau de surface. Par conséquent, l'eau coule plus lentement qu'elle ne le ferait normalement.
Il est important de noter que les courants océaniques fournissent les nutriments nécessaires à la vie pour se maintenir sous les latitudes inférieures. Si les courants ralentissaient, moins de nutriments seraient apportés pour soutenir la vie des océans, entraînant un effondrement de la chaîne alimentaire et des dommages irréparables à l'écosystème marin. Des courants plus lents signifieraient également moins de fixation du carbone. Naturellement, l'océan est le plus grand puits dans lequel le carbone est stocké. Lorsque les eaux deviennent saturées de carbone, l'excès de carbone n'a nulle part où aller, car les courants n'apportent pas suffisamment d'eau douce pour corriger l'excès. Cela provoque une augmentation du carbone atmosphérique qui à son tour provoque une rétroaction positive qui peut conduire à un effet de serre galopant.

## Acidification des océans
Un autre effet du réchauffement climatique est l'acidification des océans. L'océan et l'atmosphère agissent constamment pour maintenir un état d'équilibre, donc une augmentation du carbone atmosphérique conduit naturellement à une augmentation du carbone océanique. Lorsque le dioxyde de carbone est dissous dans l'eau, il forme des ions hydrogène et bicarbonate, qui à leur tour se décomposent en ions hydrogène et carbonate. Tous ces ions hydrogène supplémentaires augmentent l'acidité de l'océan et rendent la survie plus difficile pour le plancton qui dépend du carbonate de calcium pour former leurs coquilles. Une diminution de la base de la chaîne alimentaire sera, une fois de plus, destructrice pour les écosystèmes auxquels ils appartiennent. Avec moins de ces organismes photosynthétiques présents à la surface de l'océan, moins de dioxyde de carbone sera converti en oxygène, permettant ainsi le non-contrôle des gaz à effet de serre.[réf. nécessaire]
Entre 1750 et 2000, le pH de la surface de l'océan a diminué d'environ 0,1, passant d'environ 8,2 à environ 8,1. Il n'a probablement pas été inférieur à 8,1 au cours des 2 derniers millions d'années. Les projections suggèrent que le pH pourrait diminuer de 0,3 à 0,4 unité supplémentaire d'ici 2100. L'acidification des océans pourrait menacer les récifs coralliens, les pêcheries, les espèces protégées et d'autres ressources naturelles de valeur pour la société,.

### Effets de l'acidification
Les effets de l'acidification des océans sont déjà visibles et se produisent depuis le début de la révolution industrielle, les niveaux de pH de l'océan chutant de 0,1 depuis l'époque de la révolution préindustrielle. Un effet appelé blanchissement des coraux peut être observé sur la grande barrière de corail en Australie, où les effets de l'acidification des océans se produisent déjà. Le blanchissement des coraux se produit lorsque des organismes unicellulaires qui contribuent à la constitution du corail commencent à mourir et laissent le corail lui donnant un aspect blanc. Ces organismes unicellulaires sont importants pour le corail pour se nourrir et obtenir la nutrition appropriée qui est nécessaire pour survivre, laissant le corail faible et mal nourri. Une acidité accrue peut également dissoudre la coquille d'un organisme, menaçant des groupes entiers de crustacés et de zooplancton et, à son tour, présentant une menace pour la chaîne alimentaire et l'écosystème.
Sans coquilles solides, survivre et grandir devient plus un défi pour la vie marine qui dépend des coquilles calcifiées. Les populations de ces animaux deviennent plus petites et les membres individuels de l'espèce s'affaiblissent. Les poissons qui dépendent de ces petits animaux qui construisent des coquillages pour se nourrir ont maintenant un approvisionnement réduit, et les animaux qui ont besoin de récifs coralliens pour s'abriter ont maintenant moins de protection. Les effets de l'acidification des océans diminuent la taille des populations de la vie marine et peuvent perturber l'économie si suffisamment de poissons meurent, ce qui peut gravement nuire à l'économie mondiale, car l'industrie de la pêche gagne beaucoup d'argent dans le monde.
L'acidification des océans peut également avoir des effets sur les larves de poissons marins. Elle affecte en interne leurs systèmes olfactifs, ce qui est une partie cruciale de leur développement, en particulier au début de leur vie. Les larves de poisson-clown orange vivent principalement sur les récifs océaniques qui sont entourés d'îles végétales. Grâce à leur odorat, les larves sont connues pour pouvoir détecter les différences entre les récifs entourés d'îles végétales et les récifs non entourés d'îles végétatives. Les larves de poissons-clowns doivent pouvoir distinguer ces deux destinations pour pouvoir localiser une zone satisfaisante pour leur croissance. Une autre utilisation des systèmes olfactifs des poissons marins est d'aider à déterminer la différence entre leurs parents et les autres poissons adultes afin d'éviter la consanguinité.
À l'aquarium expérimental de l'Université James Cook, des poissons clowns ont été maintenus dans de l'eau de mer non manipulée qui a obtenu un pH de 8,15 ± 0,07, similaire au pH de notre océan actuel. Pour tester les effets de différents niveaux de pH, l'eau de mer a été manipulée à trois niveaux de pH différents, y compris le pH non manipulé. Les deux niveaux de pH opposés correspondent aux modèles de changement climatique qui prédisent les niveaux futurs de CO2 atmosphérique. En l'an 2100, le modèle prédit que nous pourrions potentiellement acquérir des niveaux de CO2 à 1 000 ppm, ce qui correspond au pH de 7,8 ± 0,05. En continuant encore plus loin dans le siècle prochain, nous pourrions avoir des niveaux de CO2 à 1 700 ppm, correspondant à un pH de 7,6 ± 0,05.
Les résultats de cette expérience montrent que lorsque les larves sont exposées à un pH de 7,8 ± 0,05, leur réaction aux signaux environnementaux diffère considérablement de la réaction des larves aux signaux à un pH non manipulé. Non seulement cela affectait leur réaction aux signaux environnementaux, mais leur réaction aux signaux parentaux était également biaisée par rapport aux larves élevées à un pH non manipulé de 8,15 ± 0,07. Au pH de 7,6 ± 0,05, les larves n'ont réagi à aucun type de signal. Ceci montre les résultats négatifs qui pourraient être l'avenir des larves des poissons marins.

## Appauvrissement en oxygène
La désoxygénation des océans devrait augmenter l'hypoxie de 10% et les eaux suboxiques triples (concentrations d'oxygène 98% inférieures aux concentrations moyennes en surface), pour chaque 1 °C supérieur de réchauffement océanique.

## Vie marine

Exemples d'impacts et de vulnérabilités prévus pour les pêcheries associés au changement climatique.

La recherche indique que l'augmentation des températures de l'océan pèse lourdement sur l'écosystème marin. Une étude sur les changements du phytoplancton dans l'océan Indien indique un déclin pouvant atteindre 20 % du phytoplancton marin au cours des six dernières décennies. Pendant l'été, l'océan Indien occidental abrite l'une des plus grandes concentrations de fleurs de phytoplancton marin au monde par rapport à d'autres océans sous les tropiques. Un réchauffement accru dans l'océan Indien améliore la stratification de l'océan, ce qui empêche le mélange des nutriments dans la zone euphotique où il y a suffisamment de lumière disponible pour la photosynthèse. Ainsi, la production primaire est limitée et l'ensemble du réseau trophique de la région est perturbé. Si le réchauffement rapide se poursuit, les experts prédisent que l'océan Indien se transformera en désert écologique et ne sera plus productif. La même étude aborde également la baisse brutale des taux de capture de thon dans l'océan Indien au cours du dernier demi-siècle. Cette diminution est principalement due à l'augmentation des pêcheries industrielles, le réchauffement des océans ajoutant un stress supplémentaire aux espèces de poissons. Ces taux montrent une baisse de 50 à 90 % sur cinq décennies.
Une étude qui décrit les tendances climatiques de la productivité océanique contemporaine s'est penchée sur les changements de la production primaire nette (NPP) de l'océan mondial détectés à partir des mesures satellites de la couleur des océans de 1997 à 2006. Ces mesures peuvent être utilisées pour quantifier la productivité des océans à l'échelle mondiale et relier les changements aux facteurs environnementaux. L'étude constate une augmentation initiale de la NPP de 1997 à 1999, suivie d'une baisse continue de la productivité après 1999. Ces tendances sont propulsées par les vastes océans stratifiés à basse latitude et sont étroitement liées à la variabilité climatique. Cette relation entre l'environnement physique et la biologie des océans affecte la disponibilité des nutriments pour la croissance du phytoplancton, car ces facteurs influencent les variations de la température et de la stratification des océans supérieurs. Les tendances à la baisse de la productivité des océans après 1999 observées dans cette étude peuvent donner un aperçu de la façon dont le changement climatique peut affecter la vie marine à l'avenir.[source secondaire nécessaire]

### Effets du danger de la vie marine dans la société
Comme indiqué précédemment, la vie marine a diminué en pourcentage au fil du temps en raison de l'augmentation de la pollution des océans étant le principal composant plastique consommé par les animaux marins. Parallèlement à la vie marine, les humains sont également affectés par la pollution des océans. L'une des plus grandes industries de protéines animales, l'industrie des fruits de mer, est affectée car la vie marine a diminué et il est prévu que si elles continuent à utiliser les techniques nocives utilisées, d'ici 2048, il y a la possibilité d'un océan sans poisson. L'industrie des fruits de mer a un impact important sur l'industrie alimentaire mondiale, fournissant de la nourriture à environ 3 milliards de personnes. L'un des nombreux régimes célèbres et à la mode qui existe est le régime pescatarien, dans lequel les adeptes des régimes végétariens ajoutent du poisson ou d'autres types de fruits de mer afin d'obtenir les nutriments du poisson. Si cela arrive au point où l'industrie des fruits de mer continue de croître, car plus de gens se joignent à ce type de tendances alimentaires et mangent plus de poisson (plus de demande signifie plus de production), et en utilisant des techniques qui détériorent la vie marine au-delà de la capture les animaux nous nous retrouverons au point de non retour : là où la vie marine est éteinte et nous en tant qu'humains ne serons pas en mesure de consommer comme bonne source de protéines afin de répondre aux nécessités requises. La pollution des océans ne signifie pas que seule la vie marine est endommagée, mais aussi que nous en tant qu'humains nous priverons d'un grand privilège car ce sont les fruits de mer et la vie marine.

## Conditions météorologiques
Le réchauffement climatique affecte également les conditions météorologiques des cyclones tropicaux. Les scientifiques ont découvert que bien qu'il y ait eu moins de cyclones que par le passé, l'intensité de chaque cyclone a augmenté. Une définition simplifiée de ce que le réchauffement climatique signifie pour la planète est que les régions plus froides se réchaufferaient et les régions plus chaudes se réchaufferaient beaucoup plus. Cependant, il y a aussi des spéculations que l'opposé complet pourrait être vrai. Une terre plus chaude pourrait servir à modérer les températures dans le monde entier. Il y a encore beaucoup de choses qui ne sont pas comprises sur le climat de la terre, car il est très difficile de faire des modèles climatiques. En tant que tel, prédire les effets que le réchauffement climatique pourrait avoir sur notre planète est encore une science inexacte. Le réchauffement climatique augmente également la quantité de dangers sur l'océan. Par exemple, ce dernier favoriser la quantité de brouillard au niveau de la mer et complexifie donc la navigation des navires. La chaleur et l'humidité du sol font que le brouillard se rapproche du niveau de la surface de l'océan. Lorsque la pluie tombe, le sol est mouillé, puis l'air chaud monte, laissant une couche d'air froid qui se transforme en brouillard, ce qui crée un océan dangereux pour les voyages et les conditions de travail. Cela provoque également plus d'inondations par l'océan, car il se réchauffe et les glaciers fondent, provoquant donc la montée le niveau de la mer. Ainsi, l'océan envahit une partie des terres et des plages. Les glaciers fondent à un rythme alarmant, ce qui fait remonter l'océan plus rapidement que prévu. À l'intérieur de cette glace, il y a des traces de bulles qui sont remplies de CO2 qui sont ensuite libérées dans l'atmosphère quand elles fondent, ce qui augmente encore plus l'effet de serre.
Les conditions météorologiques régionales à travers le monde changent également à cause du réchauffement des océans tropicaux. Le bassin chaud indo-pacifique s'est réchauffé rapidement et s'est élargi au cours des dernières décennies, en grande partie en réponse à l'augmentation des émissions de carbone provenant de la combustion de combustibles fossiles. La bassin chaud a presque doublé de taille, passant d'une superficie de 22 millions de km2 en 1900–1980 à une superficie de 40 millions de km2 en 1981–2018. Cette expansion a modifié les régimes de précipitations mondiaux, en modifiant le cycle de vie de l'oscillation Madden Julian (MJO), qui est le mode de fluctuation météorologique le plus dominant provenant des tropiques.

## Fonds marins
On sait que le climat affecte l'océan et vice-versa. À cause du changement climatique, à mesure que l'océan se réchauffe, cela a également un effet sur le fond marin. À cause des gaz à effet de serre tels que le dioxyde de carbone, ce réchauffement aura un effet sur le tampon de bicarbonate de l'océan. Le tampon bicarbonate est la concentration d'ions bicarbonate qui maintient l'acidité de l'océan équilibrée dans une plage de pH de 7,5 à 8,4. L'augmentation du dioxyde de carbone dans l'eau de mer la rend plus acide, menaçant ainsi les organismes planctoniques qui dépendent du calcium pour former leurs coquilles. Le calcium se dissout avec des acides très faibles et toute augmentation de l'acidité de l'océan sera destructrice pour les organismes calcaires. L'acidité accrue de l'océan entraînera une diminution de la profondeur de compensation de la calcite (CCD), entraînant la dissolution de la calcite dans les eaux peu profondes. Cela aura alors un grand effet sur le suintement calcaire dans l'océan, car les sédiments eux-mêmes commenceraient à se dissoudre.

## Prédictions
Si la température des océans augmente, cela aura un effet juste sous le plancher océanique et permettra l'ajout d'un autre gaz à effet de serre, le méthane. Le méthane a été trouvé sous l'hydrate de méthane, le méthane gelé et l'eau, sous le plancher océanique. Avec le réchauffement de l'océan, cet hydrate de méthane commencera à fondre et à libérer du gaz méthane, contribuant ainsi au réchauffement climatique. Cependant, des recherches récentes ont montré que l'absorption de CO2 dépasse la libération de méthane dans ces zones de l'océan, provoquant une diminution globale du réchauffement climatique. L'augmentation de la température de l'eau aura également un effet dévastateur sur différents écosystèmes océaniques comme les récifs coralliens. L'effet direct est le blanchissement des coraux de ces récifs, qui vivent dans une marge de température étroite, donc une petite augmentation de la température aurait des effets drastiques dans ces environnements. Lorsque les coraux blanchissent, c'est parce que le corail perd 60 à 90% de ses zooxanthelles en raison de divers facteurs de stress, la température de l'océan étant l'un d'entre eux. Si le blanchiment se prolonge, l'hôte corallien mourrait.
Bien qu'incertain, un autre effet du changement climatique pourrait être la croissance, la toxicité et la prolifération des algues nuisibles. Ces proliférations d'algues ont des effets graves non seulement sur les écosystèmes marins, tuant les animaux marins et les poissons avec leurs toxines, mais aussi pour les humains. Certaines de ces plantes épuisent l'oxygène qui les entoure à des niveaux suffisamment bas pour tuer les poissons.